# Oswaldo Ramírez
Oswaldo Felipe Ramírez Salcedo (Callao, 28 de marzo de 1947) es un exfutbolista peruano, considerado un histórico delantero de los años 70 del club Universitario de Deportes y Sporting Cristal y de la Selección del Perú, con la cual participó en la Copa Mundial de 1970, y la Copa América 1975 donde Perú se proclamó campeón por segunda vez en su historia.
Destacó a nivel continental a fines de la década de 1960 y durante gran parte de la década de 1970. Siendo considerado uno de los mejores delanteros de Sudamérica y Norteamérica. 
A nivel de clubes, es el decimotercero goleador histórico de la Copa Libertadores de América con 27 goles y el máximo goleador peruano en dicha competición, siendo en 1972 y 1975 el máximo goleador del torneo—, el segundo máximo goleador histórico de la Primera División del Perú con (190 goles)—, el quinto máximo goleador histórico de Universitario de Deportes (89 goles)—, el decimosegundo máximo goleador histórico de Sporting Cristal (71 goles) y el cuarto máximo goleador histórico del Sport Boys (50 goles)— con este último fue el máximo goleador de la Liga Peruana en 1969.
Además es junto a Paolo Guerrero, el único futbolista peruano que anotó un gol en tres finales distintas en torneos internacionales, convirtiendo un gol en la final de la Copa América 1975, CONCACAF Liga Campeones de 1975 y la Copa Interamericana de 1975. 
Es considerado ídolo en dos equipos grandes del fútbol peruano, Sporting Cristal— donde logró ser bicampeón nacional en 1979 y 1980—, siendo en esta última temporada el máximo goleador de la Liga Peruana y Universitario de Deportes— siendo campeón nacional en dos oportunidades y llegando a la final de la Copa Libertadores de América en 1972. En el extranjero logró ser campeón continental de la CONCACAF Liga Campeones con el Atlético Español en 1975, convirtiendo un gol en la vuelta de la final del torneo más importante de clubes de fútbol en la zona de América del Norte, América Central y el Caribe.
Fue internacional absoluto con su selección durante trece años (1969-1982), es el noveno máximo goleador histórico de la selección peruana, con la que marcó 17 goles de manera absoluta (2 en procesos clasificatorios a Copas del Mundo, 3 en Copa América y 12 en amistosos) en 57 partidos.
Con ella disputó una Copa Mundial en México 70 (cuartos de final) y una Copa América, proclamándose campeón continental en 1975, saltó a la fama a los 22 años por los dos goles que le hizo a la selección de Argentina en La Bombonera, con motivo de las eliminatorias para la Copa Mundial de 1970.

## Trayectoria
Ramírez fue un veloz delantero que vistió las camisetas de Sport Boys, Universitario de Deportes y Sporting Cristal en la liga peruana, así mismo la del Atlético Español (actual Club Necaxa) de México y Deportivo Galicia (Actual Galicia de Arauca) de Venezuela. 
El 31 de enero de 1982, con la camiseta de Sporting Cristal, jugó su último partido como profesional, en el cuadro rimense obtuvo un bicampeonato en 1979 y 1980.
Fue dirigente deportivo llegando a ser presidente de la Federación Peruana de Fútbol (1985-1986) y Comisario de la FIFA, luego fue Gerente Deportivo de Sporting Cristal en 1988.

## Marcas y récords
Es el jugador peruano con más goles en la Primera División con 190 goles. Es el jugador peruano con más goles en la Copa Libertadores de América, habiendo anotado en total 27 goles (4 con Sport Boys, 15 con Universitario y 8 con Sporting Cristal), asimismo es uno de los diez máximos goleadores de este torneo continental. Fue el máximo goleador en las ediciones de 1972, con 6 goles y 1975 con 8 goles. Entre sus destacadas participaciones en este torneo se le recuerda la impresionante volea de 40 metros sombreándole el balón a Walter Corbo, tras pase previo de Héctor Chumpitaz, anotando un gol histórico que le dio el triunfo a la «U» sobre Peñarol en la fase de grupos de la Copa Libertadores 1975, cuando por primera vez en la historia un equipo peruano le ganaba a un equipo uruguayo en el Estadio Centenario.
Según la Federación Internacional de Historia y Estadística de Fútbol anotó 224 goles en 438 partidos oficiales en la Primera división del Perú, en Copa Libertadores y en el fútbol de México. En el Perú anotó 209 goles y en México anotó 15 goles. Añadiendo los 17 goles con la selección peruana Ramírez convirtió un total 247 goles en 513 partidos oficiales como futbolista profesional, que lo ubica entre los más importantes goleadores sudamericanos de la década del 70.

## Selección nacional

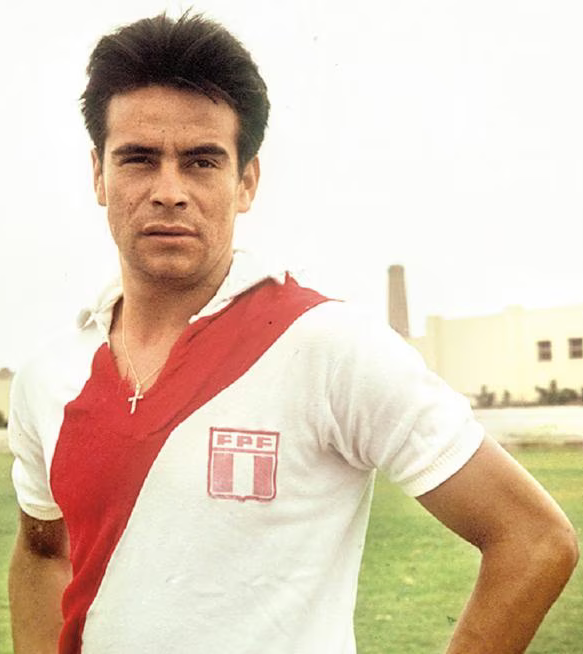
Oswaldo con la camiseta de la Selección Peruana en 1969.

Fue internacional con la selección del Perú en 57 ocasiones y marcó 17 goles. Debutó el 7 de abril de 1969, en un encuentro ante la selección de Brasil que finalizó con marcador de 2-1 a favor de los brasileños. Saltó a la fama a los 22 años por los dos goles que le hizo a la selección argentina en La Bombonera, con motivo de las eliminatorias para la Copa Mundial de 1970, con los cuales Perú logró la clasificación por primera vez en su historia a una Copa Mundial por mérito propio. En dos impresionantes piques se deshizo de la defensa argentina y le hizo dos goles al arquero Agustín Cejas.
Integró la selección peruana que se consagró campeona de la Copa América 1975, eliminando en primera fase a Chile y Bolivia, en semifinales a Brasil y en la final a Colombia. Contra Bolivia anotó el único gol del triunfo con que ganó Perú 1-0 en un partido complicado en Oruro, la ciudad más alta del mundo, y que les dio el pase a la semifinal de dicho torneo, que finalmente ganaron. Oswaldo Ramírez junto a Juan Carlos Oblitas fueron los goleadores por Perú anotando 3 goles cada uno. Su último encuentro con la selección lo disputó el 30 de marzo de 1982 en la victoria 1-0 ante Chile.

### Participaciones en Copas del Mundo
| Torneo               | Sede   | Resultado        | Partidos | Goles |
| -------------------- | ------ | ---------------- | -------- | ----- |
| Copa Mundial de 1970 | México | Cuartos de final | 2        | 0     |

### Participaciones en Copas América
| Torneo            | Sede          | Resultado | Partidos | Goles | Media goleadora |
| ----------------- | ------------- | --------- | -------- | ----- | --------------- |
| Copa América 1975 | Sin sede fija | Campeón   | 8        | 3     | 0.38            |

### Resumen estadístico
| Selección Nacional | Año  | Partidos | Goles |
| ------------------ | ---- | -------- | ----- |
| Selección Peruana  | 1969 | 3        | 2     |
| Selección Peruana  | 1970 | 3        | 0     |
| Selección Peruana  | 1972 | 2        | 2     |
| Selección Peruana  | 1973 | 4        | 0     |
| Selección Peruana  | 1975 | 10       | 5     |
| Selección Peruana  | 1977 | 5        | 2     |
| Selección Peruana  | 1978 | 3        | 1     |
| Selección Peruana  | 1979 | 1        | 0     |
| Selección Peruana  | 1980 | 1        | 0     |

## Estadísticas

### Clubes
| Club | Temporada     | Liga  | Liga  | Internacional (1) | Internacional (1) | Total (2) | Total (2) | Promedio |
| Club | Temporada     | Part. | Goles | Part.             | Goles             | Part.     | Goles     | Promedio |
| --- | ------------- | ----- | ----- | ----------------- | ----------------- | --------- | --------- | -------- |
| Sport Boys · Perú | 1966          | 14    | 4     | -                 | -                 | 14        | 4         | 0.29     |
| Sport Boys · Perú | 1967          | 16    | 6     | 8                 | 4                 | 24        | 10        | 0.42     |
| Sport Boys · Perú | 1968          | 26    | 26    | -                 | -                 | 26        | 26        | 1.00     |
| Sport Boys · Perú | 1969          | 18    | 10    | -                 | -                 | 18        | 10        | 0.56     |
| Sport Boys · Perú | Total club    | 74    | 46    | 8                 | 4                 | 82        | 50        | 0.61     |
| Universitario de Deportes · Perú                                                                                          | 1970          | 19    | 7     | -                 | -                 | 19        | 7         | 0.37     |
| Universitario de Deportes · Perú                                                                                          | 1971          | 17    | 10    | 8                 | 1                 | 25        | 11        | 0.44     |
| Universitario de Deportes · Perú                                                                                          | 1972          | 27    | 14    | 12                | 6                 | 39        | 20        | 0.51     |
| Universitario de Deportes · Perú                                                                                          | 1973          | 23    | 14    | -                 | -                 | 23        | 14        | 0.61     |
| Universitario de Deportes · Perú                                                                                          | 1974          | 44    | 26    | -                 | -                 | 44        | 26        | 0.59     |
| Universitario de Deportes · Perú                                                                                          | 1975          | 3     | 2     | 10                | 8                 | 13        | 10        | 0.77     |
| Universitario de Deportes · Perú                                                                                          | Total club    | 133   | 73    | 30                | 15                | 163       | 88        | 0.54     |
| Atlético Español (Necaxa) México                                                                                          | 1975-76       | 32    | 9     | 8                 | 4                 | 40        | 13        | 0.33     |
| Atlético Español (Necaxa) México                                                                                          | 1976-77       | 14    | 3     | -                 | -                 | 14        | 3         | 0.21     |
| Atlético Español (Necaxa) México                                                                                          | Total club    | 46    | 12    | 8                 | 4                 | 54        | 16        | 0.30     |
| Sporting Cristal Perú | 1977          | 37    | 24    | -                 | -                 | 37        | 24        | 0.65     |
| Sporting Cristal Perú | 1978          | 16    | 9     | 5                 | 3                 | 21        | 12        | 0.6      |
| Sporting Cristal Perú | 1979          | 14    | 4     | -                 | -                 | 14        | 4         | 0.29     |
| Sporting Cristal Perú | 1980          | 30    | 18    | 3                 | 2                 | 33        | 20        | 0.61     |
| Sporting Cristal Perú | 1981          | 27    | 8     | 6                 | 3                 | 33        | 11        | 0.33     |
| Sporting Cristal Perú | Total club    | 124   | 63    | 14                | 8                 | 138       | 71        | 0.52     |
| Total carrera | Total carrera | 377   | 194   | 60                | 31                | 437       | 225       | 0.52     |
| (1) Incluye datos de la Copa Libertadores y Liga de Campeones de la Concacaf. (2) No incluye goles en partidos amistosos. |               |       |       |                   |                   |           |           |          |

### Resumen estadístico
|                         | Encuentros | Goles | Promedio |
| ----------------------- | ---------- | ----- | -------- |
| Primera División        | 377        | 194   | 0,52     |
| Copa Libertadores       | 52         | 27    | 0.51     |
| Concacaf Liga Campeones | 8          | 4     | 0,50     |
| Selección del Perú      | 57         | 17    | 0,30     |
| Total                   | 494        | 242   | 0,49     |

### Los 27 goles en Copa Libertadores
Oswaldo Ramírez convirtió 27 goles en la Copa Libertadores de América en 52 partidos disputados, convirtiéndolo así en el máximo anotador peruano en la historia del torneo y el noveno goleador histórico en general.
| Club Nacional de Football        | Uruguay   | 4 |
| Montevideo Wanderers Fútbol Club | Uruguay   | 4 |
| Deportivo Petare Fútbol Club     | Venezuela | 2 |
| Club Universidad de Chile        | Chile     | 2 |
| Club Sport Unión Huaral          | Perú      | 2 |
| Club The Strongest               | Bolivia   | 2 |
| Club Atlético Chalaco            | Perú      | 2 |
| Galicia de Aragua                | Venezuela | 1 |
| Cruzeiro                         | Brasil    | 1 |
| Rosario Central                  | Argentina | 1 |
| Club Alianza Lima                | Perú      | 1 |
| Club Atlético Peñarol            | Uruguay   | 1 |
| LDU de Quito                     | Ecuador   | 1 |
| Oriente Petrolero                | Bolivia   | 1 |
| Atlético Torino                  | Perú      | 1 |
| Cobreloa                         | Chile     | 1 |

## Palmarés

### Campeonatos nacionales
| Título         | Club              | País      | Año  |
| -------------- | ----------------- | --------- | ---- |
| Liga Peruana   | Universitario     | Perú      | 1971 |
| Liga Peruana   | Universitario     | Perú      | 1974 |
| Liga Peruana   | Sporting Cristal  | Perú      | 1979 |
| Liga Peruana   | Sporting Cristal  | Perú      | 1980 |
| Copa Venezuela | Deportivo Galicia | Venezuela | 1981 |

### Copas internacionales
| Título                           | Equipo            | Sede       | Año  |
| -------------------------------- | ----------------- | ---------- | ---- |
| Liga de Campeones de la Concacaf | Atlético Español  | Paramaribo | 1975 |
| Copa América                     | Selección de Perú | Caracas    | 1975 |

### Distinciones individuales
| Distinción                                           | Año  |
| ---------------------------------------------------- | ---- |
| Máximo goleador de la Liga Peruana. (26 goles)       | 1968 |
| Máximo goleador de la Copa Libertadores. (6 goles)   | 1972 |
| Mejor jugador de la Primera División del Perú        | 1974 |
| Máximo goleador de la Copa Libertadores. (8 goles)   | 1975 |
| Segundo máximo goleador de la Copa América (3 goles) | 1975 |
| Máximo goleador de la Liga Peruana. (18 goles)       | 1980 |